# Lasioglossum scheherezade
Lasioglossum scheherezade är en biart som beskrevs av Ebmer 2000. Lasioglossum scheherezade ingår i släktet smalbin, och familjen vägbin. Inga underarter finns listade i Catalogue of Life.